# Yara (bedrijf)

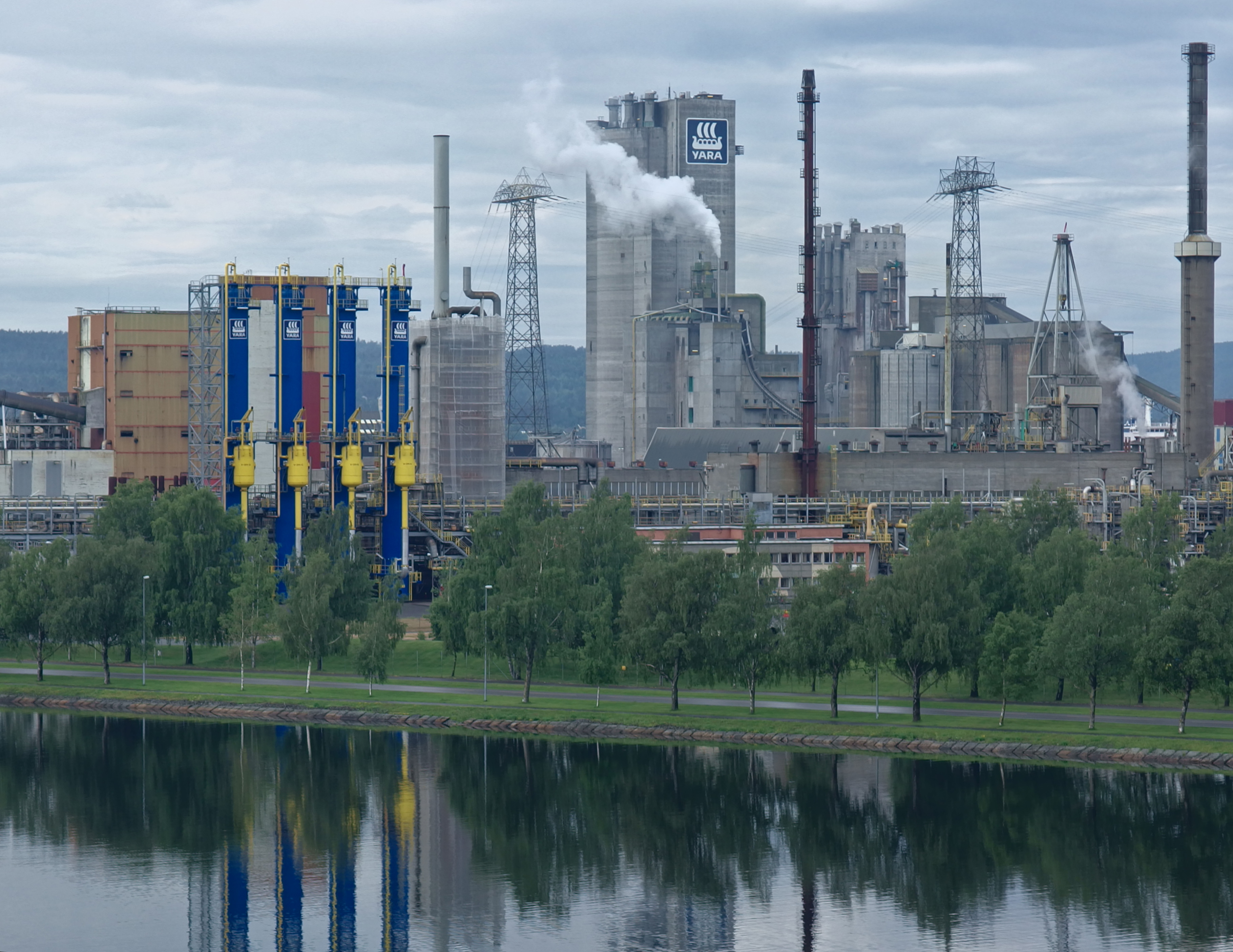
Ammoniakfabriek van Yara te Porsgrunn

Yara is een Noors bedrijf, dat onder meer kunstmest vervaardigt.

## Activiteiten
Yara is een grote producent van kunstmest. In 2022 had het een jaaromzet van ruim 24 miljard dollar. Vooral Europa en Brazilië zijn belangrijke afzetmarkten, en hier wordt bijna 60% van de omzet gerealiseerd. De belangrijkste grondstof is aardgas, en dit wordt hoofdzakelijk gebruikt voor de productie van ammoniak. De kosten van grondstoffen en energie maken driekwart van de omzet uit.
In 2022 werd 7,7 miljoen ton ammoniak geproduceerd. Een klein deel werd als zodanig verkocht, maar veruit het grootste deel werd verwerkt in de eigen fabrieken tot kunstmest. In 2022 werd in totaal 21 miljoen ton kunstmest geproduceerd, waarbij ureum, nitraat en NPK (een combinatie van stikstof, fosfor en kalium) zo'n 80% uitmaakten.
In 2022 telde Yara 17.500 medewerkers en is actief in 60 landen. De producten worden verkocht in 160 landen wereldwijd. Yara telt 28 fabrieken, buiten Noorwegen staan onder andere grote fabrieken in Sluiskil, Tertre (België), Rostock, Brunsbuttel, Uusikaupunki (Finland), Belle Plaine (Saskakchewan, Canada), Mamonal Cartagena (Colombia), Savonetta (Trinidad en Tobago), Ponta Grossa (Brazilië), Rio Grande (Brazilië) en Karratha (Australië).
Bij de productie van kunstmest komt veel koolstofdioxide (CO2) vrij, dit is voor Yara gemiddeld zo'n 3,1 ton CO2-equivalent per ton stikstof. De totale uitstoot, scope 1+2, was in het jaar 2019 zo'n 18,5 miljoen ton, in 2022 was dit gedaald naar 15,9 miljoen ton en Yara streeft naar een verdere reductie met 30% in 2030.

## Geschiedenis
In 1905 werd Norsk Hydro opgericht, een bedrijf dat elektriciteit produceerde op basis van waterkracht. Deze goedkope elektriciteit werd ingezet voor industriële activiteiten. In 1903 werd het Birkeland-Eydeproces uitgevonden, waarmee men calciumnitraat kon vervaardigen, dat als Noorse salpeter op de markt werd gebracht en ingezet werd als kunstmest. Proeffabrieken verschenen in Notodden (1907) en Rjukan (1909). Overigens was het Birkeland-Eydeproces zeer energie-intensief. Veel efficiënter was het Ostwaldproces, dat in 1906 werd ontwikkeld en gebruik maakte van een katalysator. Bovendien werd in 1910 het Haber-Boschproces gepatenteerd waarmee men luchtstikstof kon binden tot ammoniak. Norsk Hydro ging later dan ook over op het Ostwaldproces. In 1929 werd te Herøya, gemeente Porsgrunn, de eerste grootschalige stikstofkunstmestfabriek gebouwd. Later werd ook zwaar water en CO2-gas geproduceerd. In 1949 werd een fabriek geopend te Glomfjord, waar calciumnitraat en NPK-meststoffen werden geproduceerd.
In de jaren zestig van de 20e eeuw werd een ammoniakfabriek opgestart te Porsgrunn en in 1969 kwam te Qatar een dergelijke fabriek gereed onder de naam Quafco. In augustus 2020 verkocht Yara het aandelenbelang van 25% in Qatar Fertiliser Company voor US$ 1 miljard waarmee een einde kwam aan een relatie die meer dan 50 jaar heeft geduurd.
Omstreeks 1979 werden door Norsk Hydro een aantal buitenlandse bedrijven gekocht, waaronder de Nederlandse Stikstof Maatschappij (NSM) te Sluiskil, Supra in Zweden, Windmill te Vlaardingen (1986, gesloten in 1999), en Cofaz (Compagnie Française de l'Azôte) in Frankrijk. In de loop der jaren ontwikkelde Norsk Hydro zich tot een conglomeraat van bedrijven. In 2004 ging de kunstmesttak van Norsk Hydro als zelfstandig bedrijf naar de Oslo Børs onder de naam Yara.
In oktober 2020 maakte Yara plannen bekend in Sluiskil een elektrolysefabriek te bouwen voor de productie van groene ammoniak. Ørsted is nauw betrokken bij de bouw van Windpark Borssele I & II en zal elektriciteit opgewekt door windenergie leveren aan de fabriek. De elektrolyse-capaciteit wordt 100 megawatt (MW) en dit moet resulteren in zo'n 75.000 ton ammoniak per jaar. Eind 2021 of begin 2022 zal het definitieve investeringsbesluit worden genomen en de fabriek komt dan uiterlijk in 2025 in gebruik.
In januari 2022 maakten Yara en Linde bekend een groene ammoniak faciliteit te bouwen bij de fabriek in Porsgrunn in Noorwegen. Er komt een 24 MW elektrolysefabriek met een capaciteit van 3650 ton waterstof per jaar, voldoende om jaarlijks 20.500 ton ammoniak te maken. De elektriciteit komt uit hernieuwbare bronnen en het waterstof vervangt ethaan in het productieproces waarmee de totale emissie van koolstofdioxide met 41.000 ton op jaarbasis wordt gereduceerd. Als alles volgens plan verloopt start medio 2023 de productie.
Eind augustus 2022 kondigde het bedrijf aan de ammoniakproductie te zullen inkorten, als gevolg van de stijgende gasprijzen. Dit kan mogelijk leiden tot tekorten aan kunstmest.